# トッコ・ダ・カザウリア
トッコ・ダ・カザウリア（イタリア語: Tocco da Casauria）は、イタリア共和国アブルッツォ州ペスカーラ県にある、人口約2,600人の基礎自治体（コムーネ）。

## 地理

### 位置・広がり

#### 隣接コムーネ
隣接するコムーネは以下の通り。括弧内のAQはラクイラ県所属を示す。
- ボロニャーノ
- ブッシ・スル・ティリーノ
- カスティリオーネ・ア・カザウリア
- コルフィーニオ (AQ)
- ポーポリ・テルメ
- サッレ

## 行政

### 分離集落
トッコ・ダ・カザウリアには、以下の分離集落（フラツィオーネ）がある。
- Fràncoli, Marano, Pareti, Rovètone